# Bowenia
Sous-famille
Famille
Le genre Bowenia comprend deux espèces actuelles et deux espèces fossiles de cycadales de la famille des Zamiaceae. Leur répartition est entièrement limitée à l'Australie.

## Espèces
| Image | Nom scientifique                       | Distribution |
| ----- | -------------------------------------- | ------------ |
|       | Bowenia serrulata Chamb.               | Queensland   |
|       | Bowenia spectabilis Hook (Espèce type) | Queensland   |

## Description et écologie

### Appareil végétatif
Les tiges sont souterraines et forment des tubercules en forme de navet ou de pomme de terre. De ceux-ci émergent des tiges ou des collets, dont les extrémités forment d'abord des cataphylles, puis des feuilles ou des cônes.
Les feuilles sont bipennées. Ce phénomène se rencontre uniquement chez Cycas multipinnata et Cycas debaoensis ; toutes les autres espèces ont des feuilles monopennées.

### Reproduction
Les cônes femelles sont sphériques et de la taille d'un poing. Il n'y a qu'un seul cône par point de croissance. Cependant, une plante peut avoir plusieurs points de croissance. La pollinisation doit être assurée par les insectes, car les cônes sont cachés sous le feuillage. Les graines matures sont blanches à bleues et brunissent également. La propagation se fait probablement par les rongeurs ou d'autres mammifères.
Les cônes mâles sont également isolés aux points de croissance, d'abord dressés, puis obliques. De couleur blanche à crème, ils sont cylindriques et mesurent environ 7,5 centimètres de long et 2,5 centimètres de diamètre. Leur durée de vie est courte et ils se décomposent rapidement après la dispersion du pollen.
Le nombre de chromosomes des deux espèces est 2n = 18.

## Répartition
Les deux espèces actuelles sont présentes dans le Queensland, poussant à des altitudes allant du niveau de la mer à 600 mètres.
B. spectabilis pousse dans les forêts tropicales humides et chaudes, sur les pentes protégées et à proximité des cours d'eau, principalement dans les basses terres de la biorégion des Tropiques humides. Cependant, il existe une forme locale à bords de pinna dentés qui pousse dans la forêt tropicale, la forêt de transition dominée par les Acacias et la forêt sclérophylle dominée par les Casuarina sur le plateau d'Atherton, où elle est régulièrement exposée aux feux de brousse.
B. serrulata pousse dans la forêt sclérophylle et la forêt de transition près du tropique du Capricorne,,.

## Fossiles
L'espèce fossile Bowenia eocenica est connue dans des gisements d'une mine de charbon en Victoria, en Australie, et B. papillosa dans des gisements en Nouvelle-Galles du Sud. Les deux fossiles datent de l'Éocène et sont constitués de fragments de folioles.

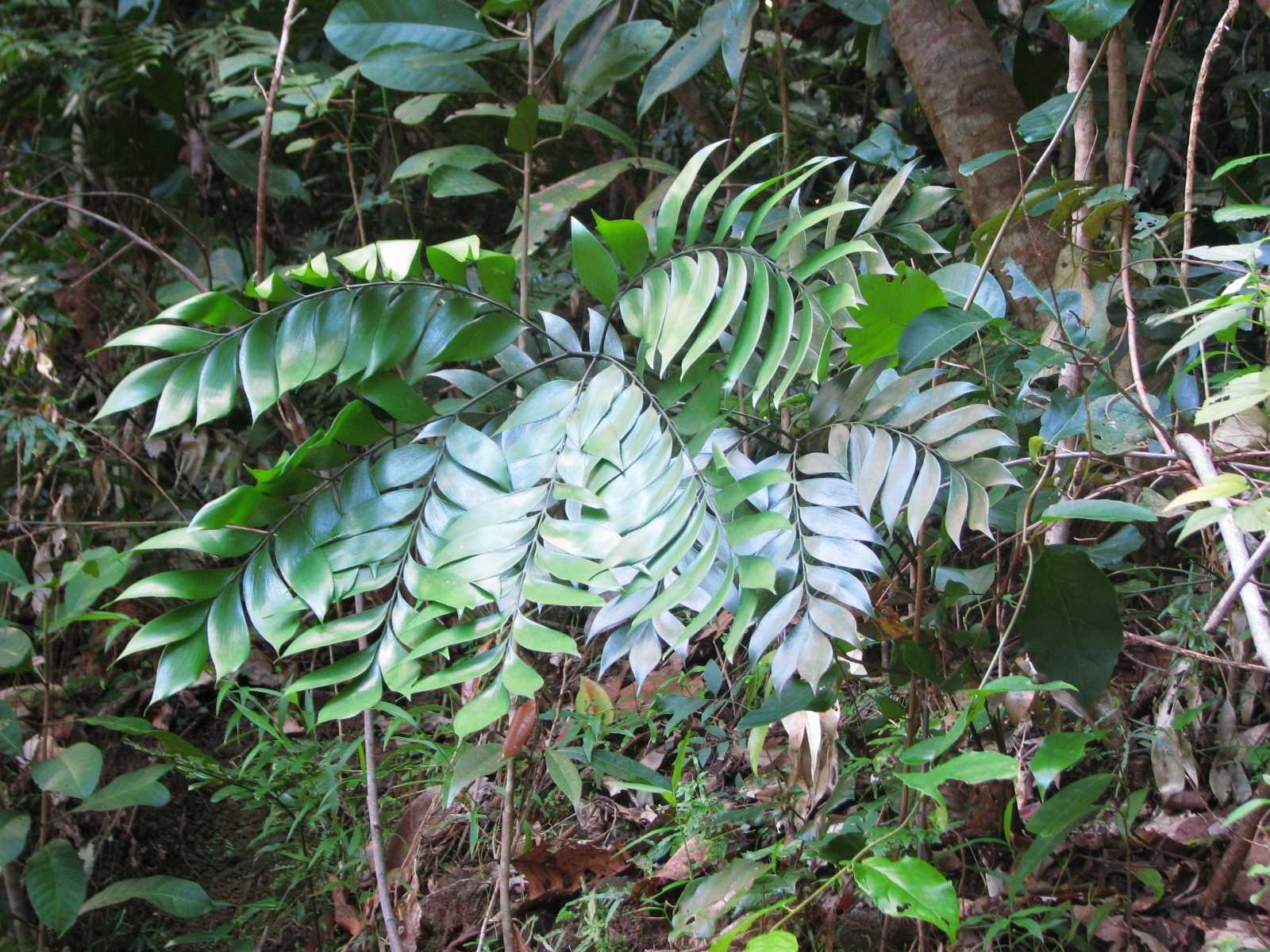
Bowenia spectabilis dans la forêt tropicale de Daintree, dans le nord-est du Queensland, en Australie

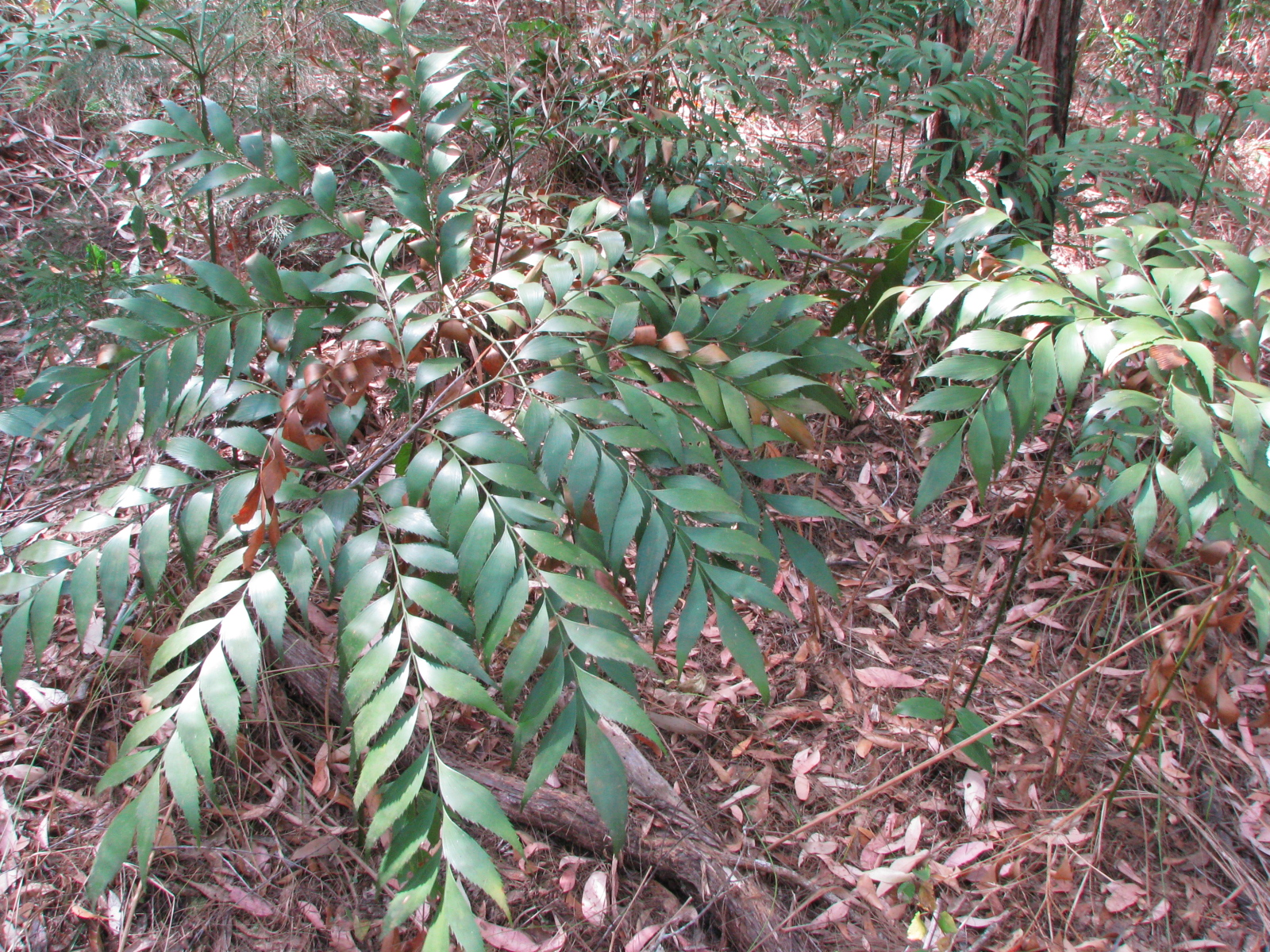
Bowenia de forme de Lac Tinaroo dans une forêt sclérophylle près du lac Tinaroo, plateau d'Atherton, extrême nord du Queensland

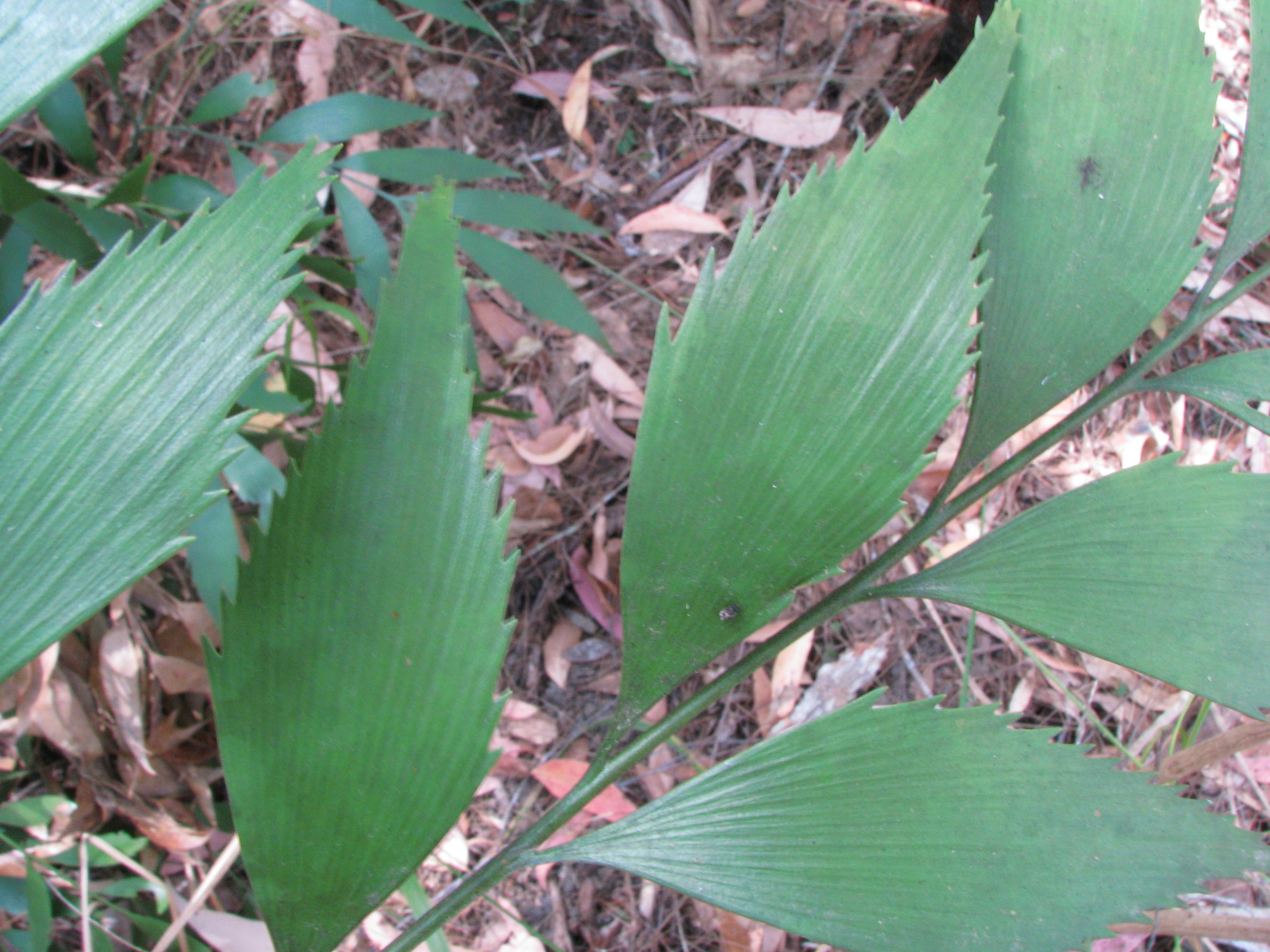
Marge serrée des pennes sur une plante sauvage de la forme Tinaroo du lac Bowenia, au lac Tinaroo, Atherton Tableland, Queensland, Australie

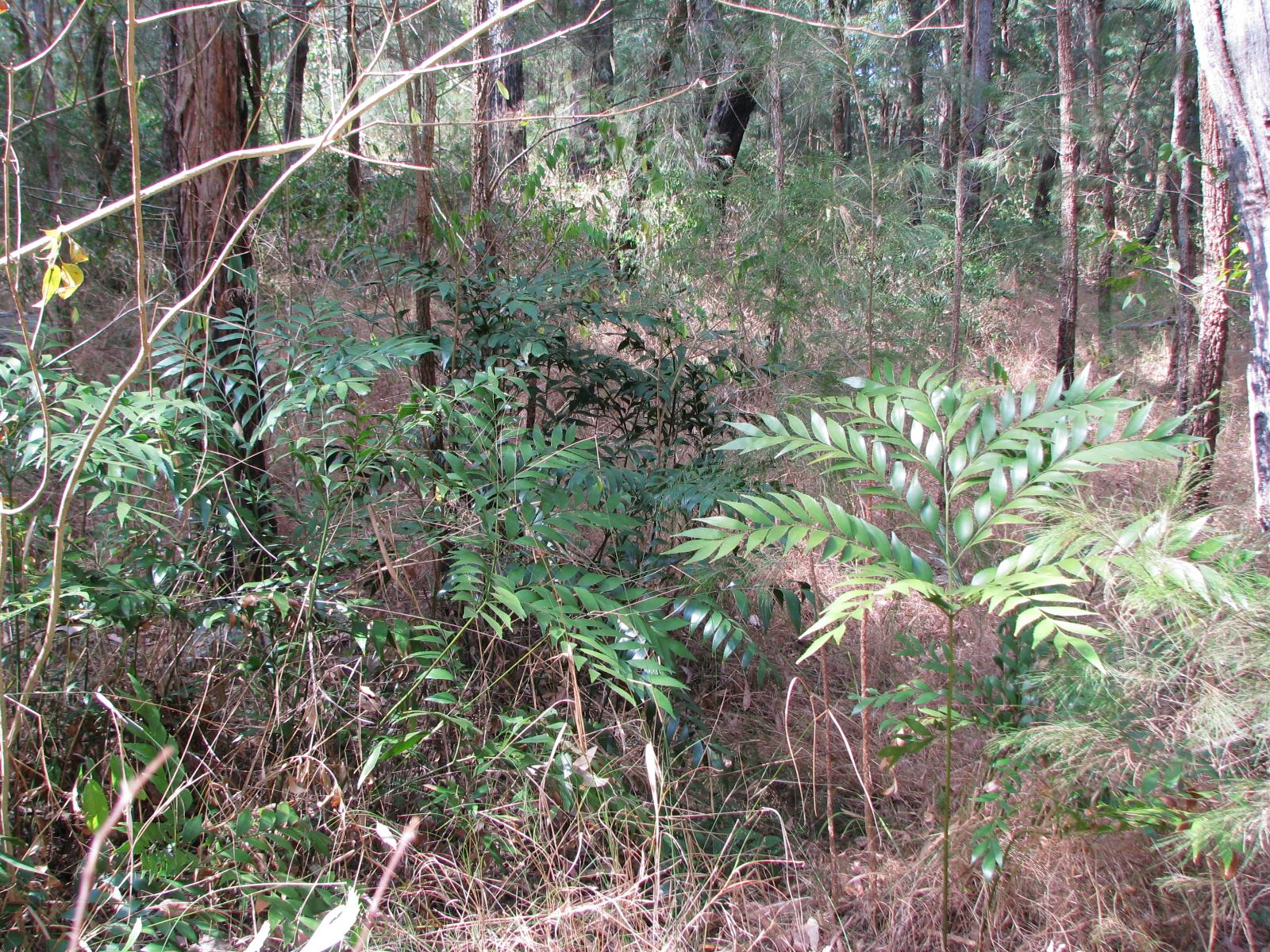
Forme de forme de Lac Tinaroo dans une forêt sclérophylle près du lac Tinaroo, plateau d'Atherton, extrême nord du Queensland

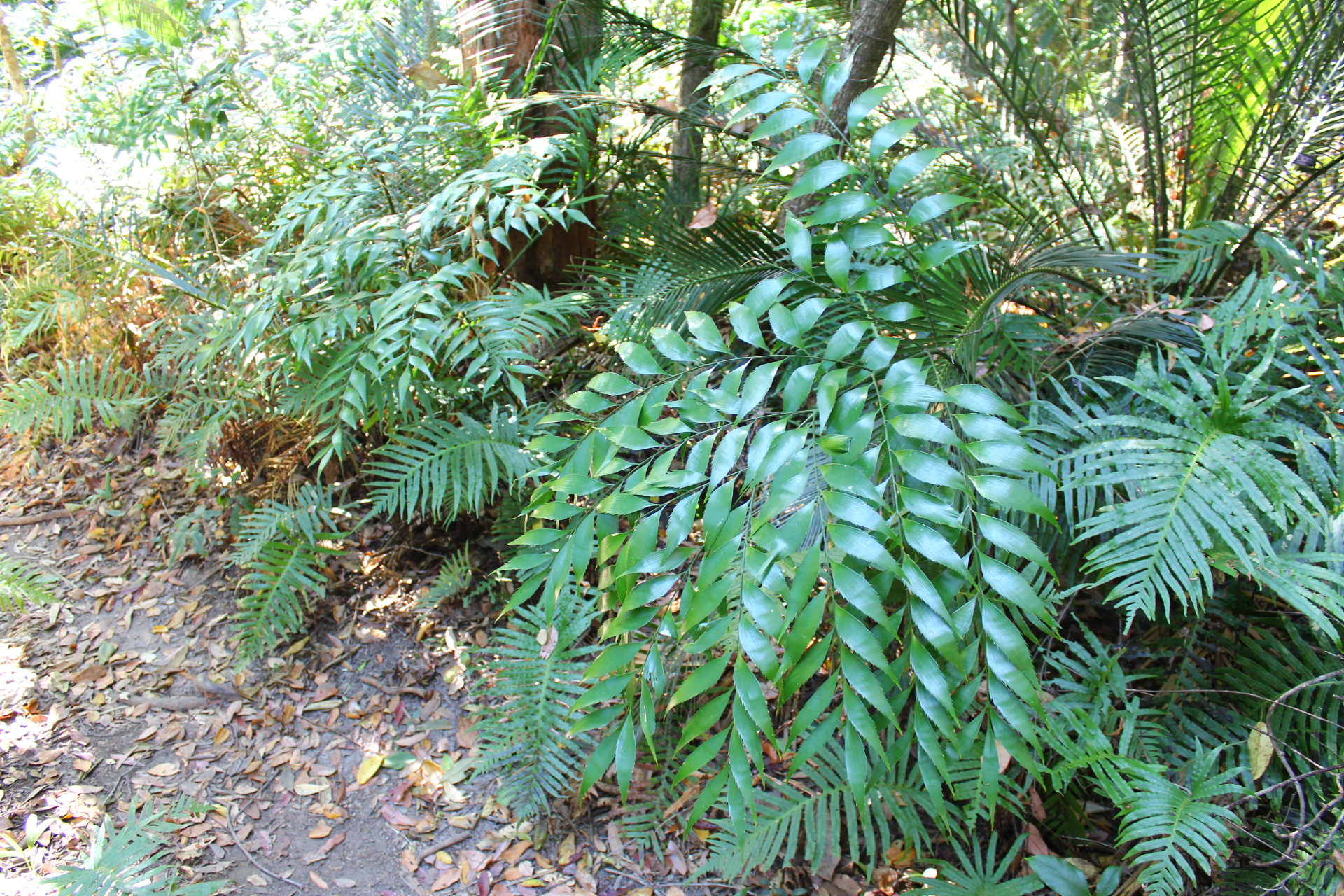
Bowenia serrulata poussant dans une forêt de transition près de Byfield, dans la région de Capricornia, dans le Queensland, en Australie